# Reggio nell'Emilia
Reggio nell'Emilia (Reggio Emilia, în latină Lepidi, Lepidum Regium, Regium Lepidi, Regium) este un oraș în Italia. Are o populație de 167.013 locuitori și suprafață de 231 km².

## Orașe înfrățite
- Bydgoszcz, Polonia
- Chișinău, Republica Moldova
- Dijon, Franța
- Fort Worth, Statele Unite
- Girona, Spania
- Kragujevac, Serbia

## Pictori și sculptori din Reggio Emilia
- Giacomo Benevelli
- Oreste Carpi
- Paolo da San Leocadio
- Antonio Allegri da Correggio ("Il Correggio")
- Luca Ferrari ("Luca da Reggio")
- Rina Ferri
- Antonio Fontanesi
- Gino Gandini
- Anselmo Govi
- Cristoforo Munari
- Lelio Orsi
- Raffaellino da Reggio
- Prospero Spani ("Il Clemente")
- Nani Tedeschi

## Alți oameni celebri din Reggio Emilia
- Ludovico Ariosto (poet)
- Vasco Ascolini (fotograf)
- Luca Baricchi (dansator)
- Stefano Baldini (campion la maraton)
- Benny Benassi (muzician)
- Matteo Maria Boiardo (poet)
- Gino Bondavalli (campion la box)
- Paolo Borciani (violonist)
- Ermanno Cavazzoni (scriitor)
- Raffaele Crovi (scriitor)
- Silvio D'Arzo (scriitor)
- Giuseppe Dossetti (politician)
- Stanislao Farri (fotograf)
- Adelmo Fornaciari (muzician, cântăreț)
- Sonia Ganassi (cântăreț de opera)
- Luigi Ghirri (fotograf)
- Nilde Iotti (politician)
- Luigi Magnani (artă)
- Loris Malaguzzi (educator)
- Maria Melato (actriță)
- Renato Negri (organist)
- Natale Prampolini (senator)
- Romano Prodi (economist, politician)
- Filippo Re (om de știință)
- Serge Reggiani (actor, cântăreț)
- Meuccio Ruini (politician)
- Angelo Secchi (om de știință)
- Lazzaro Spallanzani (om de știință)
- Ferruccio Tagliavini (cântăreț de operă)
- Pier Vittorio Tondelli (scriitor)
- Romolo Valli (actor)
- Giovanni Battista Venturi (om de știință)
- Ermete Zacconi (actor)
- Cesare Zavattini (scriitor, pictor)

## Clima
| Date climatice pentru Reggio Emilia (1961–1990) | Date climatice pentru Reggio Emilia (1961–1990) | Date climatice pentru Reggio Emilia (1961–1990) | Date climatice pentru Reggio Emilia (1961–1990) | Date climatice pentru Reggio Emilia (1961–1990) | Date climatice pentru Reggio Emilia (1961–1990) | Date climatice pentru Reggio Emilia (1961–1990) | Date climatice pentru Reggio Emilia (1961–1990) | Date climatice pentru Reggio Emilia (1961–1990) | Date climatice pentru Reggio Emilia (1961–1990) | Date climatice pentru Reggio Emilia (1961–1990) | Date climatice pentru Reggio Emilia (1961–1990) | Date climatice pentru Reggio Emilia (1961–1990) | Date climatice pentru Reggio Emilia (1961–1990) |
| Luna                                            | Ian                                             | Feb                                             | Mar                                             | Apr                                             | Mai                                             | Iun                                             | Iul                                             | Aug                                             | Sep                                             | Oct                                             | Nov                                             | Dec                                             | Anual                                           |
| ----------------------------------------------- | ----------------------------------------------- | ----------------------------------------------- | ----------------------------------------------- | ----------------------------------------------- | ----------------------------------------------- | ----------------------------------------------- | ----------------------------------------------- | ----------------------------------------------- | ----------------------------------------------- | ----------------------------------------------- | ----------------------------------------------- | ----------------------------------------------- | ----------------------------------------------- |
| Maxima medie °C (°F)                            | 4.2 (39,6)                                      | 7.2 (45)                                        | 12.8 (55)                                       | 17.2 (63)                                       | 22.3 (72,1)                                     | 26.8 (80,2)                                     | 29.6 (85,3)                                     | 28.8 (83,8)                                     | 24.2 (75,6)                                     | 17.5 (63,5)                                     | 10.5 (50,9)                                     | 5.5 (41,9)                                      | 17,2 (63)                                       |
| Media zilnică °C (°F)                           | 1.3 (34,3)                                      | 3.7 (38,7)                                      | 8.5 (47,3)                                      | 12.6 (54,7)                                     | 17.3 (63,1)                                     | 21.5 (70,7)                                     | 24.0 (75,2)                                     | 23.4 (74,1)                                     | 19.5 (67,1)                                     | 13.7 (56,7)                                     | 7.7 (45,9)                                      | 2.9 (37,2)                                      | 13,0 (55,4)                                     |
| Minima medie °C (°F)                            | −1.6 (29,1)                                     | 0.1 (32,2)                                      | 4.2 (39,6)                                      | 8.1 (46,6)                                      | 12.3 (54,1)                                     | 16.2 (61,2)                                     | 18.5 (65,3)                                     | 18.1 (64,6)                                     | 14.7 (58,5)                                     | 10.0 (50)                                       | 4.9 (40,8)                                      | 0.4 (32,7)                                      | 8,8 (47,8)                                      |
| Precipitații mm (inches)                        | 47 (1.85)                                       | 45 (1.77)                                       | 58 (2.28)                                       | 73 (2.87)                                       | 71 (2.8)                                        | 57 (2.24)                                       | 35 (1.38)                                       | 39 (1.54)                                       | 57 (2.24)                                       | 84 (3.31)                                       | 77 (3.03)                                       | 57 (2.24)                                       | 700 (27,56)                                     |
| Sursă: Archivio climatico Enea-Casaccia         |                                                 |                                                 |                                                 |                                                 |                                                 |                                                 |                                                 |                                                 |                                                 |                                                 |                                                 |                                                 |                                                 |

## Demografie
Reggio nell'Emilia - evoluția demografică

|  | Graficele sunt indisponibile din cauza unor probleme tehnice. Mai multe informații se găsesc la Phabricator și la wiki-ul MediaWiki. |

Date: Recensăminte sau birourile de statistică - grafică realizată de Wikipedia